# FA Cup 1886-1887
La FA Cup 1886-1887 è la sedicesima edizione della competizione calcistica più antica del mondo. È iniziata il 23 ottobre 1886 ed è terminata il 2 aprile 1887.

## Primo turno
| Squadra in casa                  | Risultato                     | Squadra in trasferta    | Data            |
| -------------------------------- | ----------------------------- | ----------------------- | --------------- |
| Clapton                          | 0-5                           | Crusaders               | 23 ottobre 1886 |
| Darwen                           | 7-1                           | Heart of Midlothian     | 30 ottobre 1886 |
| South Bank                       | 0-4                           | Gainsborough Trinity    | 30 ottobre 1886 |
| Stoke                            | 10-1                          | Caenarvon Wanderers     | 30 ottobre 1886 |
| Sheffield                        | 0-3                           | Notts Rangers           | 30 ottobre 1886 |
| Clapham Rovers                   | 0-6                           | Old Brightonians        | 30 ottobre 1886 |
| Queen's Park                     | 0-3                           | Preston North End       | 30 ottobre 1886 |
| Upton Park                       | 9-0                           | 1st Surrey Rifles       | 23 ottobre 1886 |
| Old Etonians                     | 1-0                           | Royal Engineers         | 30 ottobre 1886 |
| Swifts                           | 13-0                          | Luton Wanderers         | 23 ottobre 1886 |
| Rochester                        | 0-2                           | Marlow                  | 23 ottobre 1886 |
| Old Wykehamists                  | 3-0                           | Hanover United          | 30 ottobre 1886 |
| Old Harrovians                   | 0-4                           | Old Westminsters        | 30 ottobre 1886 |
| Notts County                     | 15-0                          | Basford Rovers          | 30 ottobre 1886 |
| Hendon                           | 1-2                           | London Caledonians      | 30 ottobre 1886 |
| Old Foresters                    | Vittoria facile               | Cannon                  |                 |
| Nottingham Forest                | 3-0                           | Notts Olympic           | 30 ottobre 1886 |
| Blackburn Rovers                 | Vittoria facile               | Halliwell               |                 |
| Hotspur                          | 3-1                           | Luton Town              | 23 ottobre 1886 |
| Aston Villa                      | 13-0                          | Wednesbury Old Athletic | 30 ottobre 1886 |
| Old Carthusians                  | 2-1                           | Reading                 | 23 ottobre 1886 |
| Blackburn Olympic                | 1-3                           | Partick Thistle         | 23 ottobre 1886 |
| Astley Bridge                    | 3-3                           | Burnley                 | 23 ottobre 1886 |
| Staveley                         | 7-0                           | Attercliffe             | 30 ottobre 1886 |
| Small Heath Alliance             | 1-3                           | Mitchell's St George's  | 30 ottobre 1886 |
| Sheffield Heeley                 | 1-4                           | Grimsby Town            | 30 ottobre 1886 |
| Bootle                           | 2-4                           | Great Lever             | 16 ottobre 1886 |
| Blackburn Park Road              | 2-2                           | Cliftonville            | 9 ottobre 1886  |
| Bolton Wanderers                 | 5-3                           | South Shore             | 30 ottobre 1886 |
| Lockwood Brothers                | 1-0                           | Long Eaton Rangers      | 30 ottobre 1886 |
| Chatham                          | Vittoria facile               | Bournemouth Rovers      |                 |
| Northwich Victoria               | 10-0                          | Furness Vale Rovers     | 30 ottobre 1886 |
| Church                           | 1-1                           | Rawtenstall             | 30 ottobre 1886 |
| Aston Unity                      | 1-4                           | Derby County            | 30 ottobre 1886 |
| South Reading                    | 0-2                           | Maidenhead              | 30 ottobre 1886 |
| Redcar                           | 4-0                           | Tyne Association        | 30 ottobre 1886 |
| Wrexham Olympic                  | 1-4                           | Crewe Alexandra         | 23 ottobre 1886 |
| Wolverhampton Wanderers          | 6-0                           | Matlock                 | 30 ottobre 1886 |
| West Bromwich Albion             | 6-0                           | Burton Wanderers        | 30 ottobre 1886 |
| Birmingham Excelsior             | 3-3                           | Derby Midland           | 30 ottobre 1886 |
| Leek                             | 2-1                           | Druids                  | 23 ottobre 1886 |
| Sunderland                       | 2-1                           | Newcastle West End      | 30 ottobre 1886 |
| Derby St Luke's                  | 3-3                           | Walsall Town            | 30 ottobre 1886 |
| Darwen Old Wanderers             | 1-4                           | Cowlairs                | 23 ottobre 1886 |
| Goldenhill                       | 4-2                           | Macclesfield Town       | 30 ottobre 1886 |
| Casuals                          | 2-4                           | Dulwich                 | 30 ottobre 1886 |
| Chirk                            | 8-1                           | Hartford St John's      | 23 ottobre 1886 |
| Oswardthistle Rovers             | 2-3                           | Witton                  | 23 ottobre 1886 |
| Burton Swifts                    | 0-1                           | Crosswell's Brewery     | 30 ottobre 1886 |
| Bollington                       | 2-8                           | Oswestry Town           | 30 ottobre 1886 |
| Burslem Port Vale                | 1-1                           | Davenham                | 30 ottobre 1886 |
| Lincoln Lindum                   | 0-1                           | Grantham                | 23 ottobre 1886 |
| Third Lanark                     | 5-0                           | Higher Walton           | 16 ottobre 1886 |
| Horncastle                       | 2-0                           | Darlington              | 30 ottobre 1886 |
| Rangers                          | Vittoria facile               | Everton                 |                 |
| Chesham                          | 4-2                           | Lyndhurst               | 30 ottobre 1886 |
| Wellington St George's           | 0-1                           | Derby Junction          | 30 ottobre 1886 |
| Fleetwood Rangers                | 2-2 Newton Heath squalificato | Newton Heath            | 30 ottobre 1886 |
| Renton                           | 1-0                           | Accrington              | 30 ottobre 1886 |
| Bishop Auckland Church Institute | 0-1                           | Middlesbrough           | 30 ottobre 1886 |
| Cleethorpes Town                 | 2-1                           | Mellors                 | 30 ottobre 1886 |
| Swindon Town                     | 1-0                           | Watford Rovers          | 23 ottobre 1886 |

### Ripetizioni
| Squadra in casa    | Risultato                | Squadra in trasferta | Data             |
| ------------------ | ------------------------ | -------------------- | ---------------- |
| Burnley            | 2-2 Burnley squalificato | Astley Bridge        | 30 ottobre 1886  |
| Cliftonville       | 7-2                      | Blackburn Park Road  | 23 ottobre 1886  |
| Rawtenstall        | 1-7                      | Church               | 13 novembre 1886 |
| Derby Midland      | 2-1                      | Birmingham Excelsior | 13 novembre 1886 |
| Newcastle West End | 1-0                      | Sunderland           | 13 novembre 1886 |
| Walsall Town       | 6-1                      | Derby St Luke's      | 13 novembre 1886 |
| Macclesfield Town  | 2-3                      | Goldenhill           | 13 novembre 1886 |
| Burslem Port Vale  | 3-0                      | Davenham             | 13 novembre 1886 |

## Secondo turno
| Squadra in casa         | Risultato                | Squadra in trasferta | Data             |
| ----------------------- | ------------------------ | -------------------- | ---------------- |
| Chester                 | 1-0 Chester squalificato | Goldenhill           | 20 novembre 1886 |
| Darwen                  | Vittoria facile          | Astley Bridge        |                  |
| Grantham                | 3-2                      | Redcar               | 20 novembre 1886 |
| Preston North End       | 6-0                      | Witton               | 13 novembre 1886 |
| Marlow                  | 4-0                      | Upton Park           | 20 novembre 1886 |
| Maidenhead              | 2-3                      | Dulwich              | 20 novembre 1886 |
| Swifts                  | 7-1                      | Swindon Town         | 20 novembre 1886 |
| Old Wykehamists         | 0-1                      | London Caledonians   | 20 novembre 1886 |
| Notts County            | 3-3                      | Notts Rangers        | 13 novembre 1886 |
| Old Foresters           | Bye                      |                      |                  |
| Nottingham Forest       | 2-2                      | Grimsby Town         | 13 novembre 1886 |
| Aston Villa             | 6-1                      | Derby Midland        | 20 novembre 1886 |
| Old Carthusians         | 4-2                      | Crusaders            | 13 novembre 1886 |
| Staveley                | 4-0                      | Rotherham Town       | 20 novembre 1886 |
| Chatham                 | 1-0                      | Hotspur              | 20 novembre 1886 |
| Walsall Town            | Turno successivo         |                      |                  |
| Northwich Victoria      | 0-0                      | Chirk                | 13 novembre 1886 |
| Great Lever             | 1-3                      | Cliftonville         | 13 novembre 1886 |
| Wolverhampton Wanderers | 14-0                     | Crosswell's Brewery  | 13 novembre 1886 |
| Rossendale              | 2-10                     | Cowlairs             | 20 novembre 1886 |
| Crewe Alexandra         | 6-4                      | Stoke                | 20 novembre 1886 |
| Middlesbrough           | 1-1                      | Lincoln City         | 20 novembre 1886 |
| West Bromwich Albion    | 2-1                      | Derby Junction       | 20 novembre 1886 |
| Leek                    | 4-2                      | Oswestry             | 20 novembre 1886 |
| Derby County            | 1-2                      | Mitchell St George's | 20 novembre 1886 |
| Old Brightonians        | 1-1                      | Old Westminsters     | 16 novembre 1886 |
| Burslem Port Vale       | Turno successivo         |                      |                  |
| Third Lanark            | 2-3                      | Bolton Wanderers     | 13 novembre 1886 |
| Rangers                 | 2-1                      | Church               | 21 novembre 1886 |
| Chesham                 | 1-7                      | Old Etonians         | 20 novembre 1886 |
| Partick Thistle         | 7-0                      | Fleetwood Rangers    | 20 novembre 1886 |
| Renton                  | 2-2                      | Blackburn Rovers     | 20 novembre 1886 |
| Cleethorpes Town        | 1-4                      | Lockwood Brothers    | 20 novembre 1886 |
| Newcastle West End      | 2-6                      | Gainsborough Trinity | 20 novembre 1886 |

### Ripetizioni
| Squadra in casa  | Risultato | Squadra in trasferta | Data             |
| ---------------- | --------- | -------------------- | ---------------- |
| Notts County     | 5-0       | Notts Rangers        | 20 novembre 1886 |
| Grimsby Town     | 0-1       | Nottingham Forest    | 20 novembre 1886 |
| Chirk            | 3-0       | Northwich Victoria   | 20 novembre 1886 |
| Lincoln City     | 2-0       | Middlesbrough        | 27 novembre 1886 |
| Old Westminsters | 3-0       | Old Brightonians     | 20 novembre 1886 |
| Blackburn Rovers | 0-2       | Renton               | 4 dicembre 1886  |

## Terzo turno
| Squadra in casa      | Risultato        | Squadra in trasferta    | Data             |
| -------------------- | ---------------- | ----------------------- | ---------------- |
| Darwen               | 4-3              | Bolton Wanderers        | 11 dicembre 1886 |
| Marlow               | 3-0              | Dulwich                 | 11 dicembre 1886 |
| Old Etonians         | 0-3              | Old Westminsters        | 11 dicembre 1886 |
| Swifts               | Turno successivo |                         |                  |
| Aston Villa          | 2-2              | Wolverhampton Wanderers | 11 dicembre 1886 |
| Old Carthusians      | 0-0              | London Caledonians      | 11 dicembre 1886 |
| Staveley             | 0-3              | Notts County            | 11 dicembre 1886 |
| Lockwood Brothers    | 2-1              | Nottingham Forest       | 11 dicembre 1886 |
| Chatham              | 1-4              | Old Foresters           | 11 dicembre 1886 |
| Walsall Town         | 2-7              | Mitchell St George's    | 11 dicembre 1886 |
| Crewe Alexandra      | Turno successivo |                         |                  |
| West Bromwich Albion | Turno successivo |                         |                  |
| Leek                 | 2-2              | Burslem Port Vale       | 11 dicembre 1886 |
| Chirk                | 0-0              | Goldenhill              | 11 dicembre 1886 |
| Horncastle           | 2-0              | Grantham                | 9 dicembre 1886  |
| Rangers              | 3-2              | Cowlairs                | 4 dicembre 1886  |
| Gainsborough Trinity | 2-2              | Lincoln City            | 11 dicembre 1886 |
| Renton               | 0-2              | Preston North End       | 11 dicembre 1886 |
| Cliftonville         | 0-11             | Partick Thistle         | 4 dicembre 1886  |

### Ripetizioni
| Squadra in casa         | Risultato       | Squadra in trasferta    | Data            |
| ----------------------- | --------------- | ----------------------- | --------------- |
| Wolverhampton Wanderers | 1-1             | Aston Villa             | 15 gennaio 1887 |
| Wolverhampton Wanderers | 3-3             | Aston Villa             | 22 gennaio 1887 |
| Aston Villa             | 2-0             | Wolverhampton Wanderers | 29 gennaio 1887 |
| Old Carthusians         | Vittoria facile | London Caledonians      |                 |
| Burslem Port Vale       | 1-3             | Leek                    | 20 gennaio 1887 |
| Chirk                   | Vittoria facile | Goldenhill              |                 |
| Lincoln City            | 1-0             | Gainsborough Trinity    | 24 gennaio 1887 |

## Quarto turno
| Squadra in casa      | Risultato        | Squadra in trasferta | Data            |
| -------------------- | ---------------- | -------------------- | --------------- |
| Darwen               | Turno successivo |                      |                 |
| Preston North End    | Turno successivo |                      |                 |
| Marlow               | Turno successivo |                      |                 |
| Swifts               | 0-2              | Old Foresters        | 15 gennaio 1887 |
| Notts County         | Turno successivo |                      |                 |
| Aston Villa          | Turno successivo |                      |                 |
| Old Carthusians      | Turno successivo |                      |                 |
| Mitchell St George's | 0-1              | West Bromwich Albion | 15 gennaio 1887 |
| Lockwood Brothers    | Turno successivo |                      |                 |
| Old Westminsters     | Turno successivo |                      |                 |
| Crewe Alexandra      | 0-1              | Leek                 | 29 gennaio 1887 |
| Lincoln City         | Turno successivo |                      |                 |
| Chirk                | Turno successivo |                      |                 |
| Horncastle           | Turno successivo |                      |                 |
| Rangers              | Turno successivo |                      |                 |
| Partick Thistle      | Turno successivo |                      |                 |

## Quinto turno
| Squadra in casa   | Risultato      | Squadra in trasferta | Data            |
| ----------------- | -------------- | -------------------- | --------------- |
| Notts County      | 5-2            | Marlow               | 29 gennaio 1887 |
| Old Foresters     | 0-3            | Preston North End    | 29 gennaio 1887 |
| Aston Villa       | 5-0            | Horncastle           | 5 febbraio 1887 |
| Lockwood Brothers | 0-1 Match void | West Bromwich Albion | 29 gennaio 1887 |
| Old Westminsters  | 1-0            | Partick Thistle      | 29 gennaio 1887 |
| Leek              | 0-2            | Old Carthusians      | 5 febbraio 1887 |
| Chirk             | 1-2            | Darwen               | 22 gennaio 1887 |
| Rangers           | 3-0            | Lincoln City         | 29 gennaio 1887 |

### Ripetizioni
| Squadra in casa      | Risultato | Squadra in trasferta | Data             |
| -------------------- | --------- | -------------------- | ---------------- |
| West Bromwich Albion | 2-1       | Lockwood Brothers    | 12 febbraio 1887 |

## Sesto turno
| Squadra in casa | Risultato | Squadra in trasferta | Data             |
| --------------- | --------- | -------------------- | ---------------- |
| Notts County    | 1-4       | West Bromwich Albion | 19 febbraio 1887 |
| Aston Villa     | 3-2       | Darwen               | 12 febbraio 1887 |
| Old Carthusians | 1-2       | Preston North End    | 2 marzo 1887     |
| Rangers         | 5-1       | Old Westminsters     | 19 febbraio 1887 |

## Semifinali

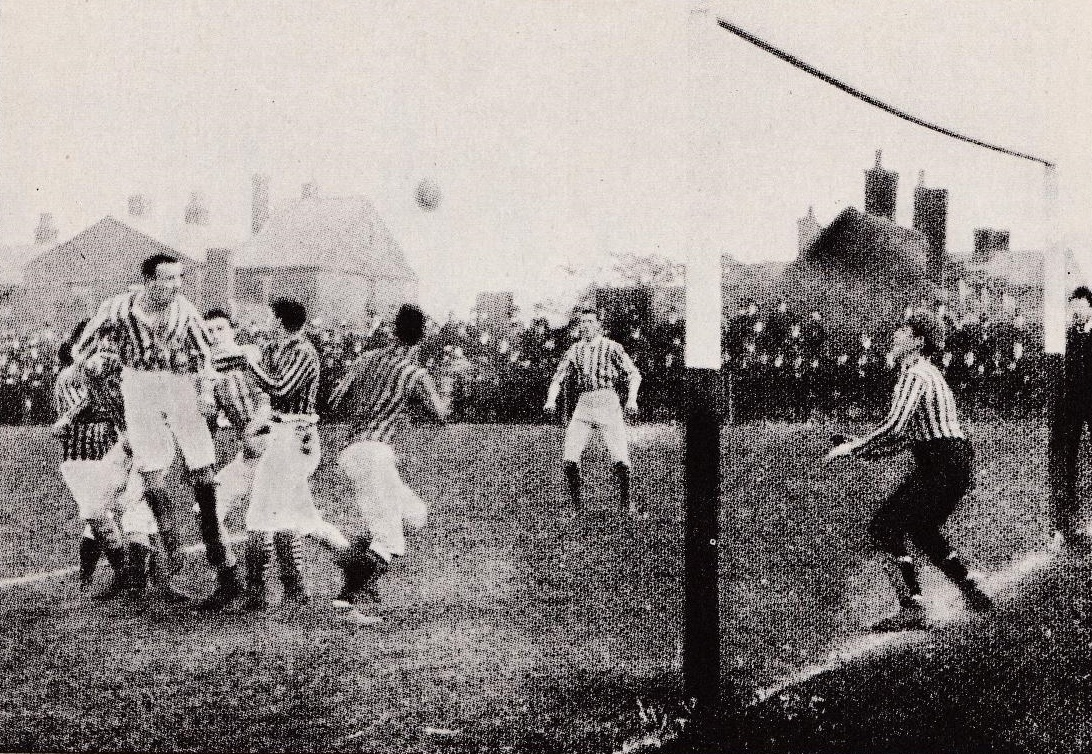
La prima fotografia di un'azione di una partita di calcio. Una fase di Aston Villa-West Bromwich 2-0.

| Squadra in casa      | Risultato | Squadra in trasferta | Data         |
| -------------------- | --------- | -------------------- | ------------ |
| Aston Villa          | 3-1       | Rangers              | 5 marzo 1887 |
| West Bromwich Albion | 3-1       | Preston North End    | 5 marzo 1887 |

## Finale
| Squadra in casa | Risultato | Squadra in trasferta | Data          |
| --------------- | --------- | -------------------- | ------------- |
| Aston Villa     | 2-0       | West Bromwich Albion | 2 aprile 1887 |